# Municipio di Manchester
Il Municipio di Manchester (in inglese: Manchester City Hall) è un monumento neogotico nella città di Manchester, in Inghilterra. Questo edificio è la sede del Manchester City Council e ospita varie istituzioni di governance locale.
A nord del municipio c'è Albert Square e a sud c'è St Peter's Square, dove il cenotafio di Manchester si affaccia sull'ingresso sud.
Completato dall'architetto Alfred Waterhouse nel 1877, l'edificio presenta imponenti murales dell'artista Ford Madox Brown che rappresentano importanti eventi nella storia della città. L'edificio è ora elencato come English Heritage dal 1952.